# Sesioplex depressus
Sesioplex depressus är en stekelart som först beskrevs av Henry Lorenz Viereck 1912.  Sesioplex depressus ingår i släktet Sesioplex och familjen brokparasitsteklar. Inga underarter finns listade i Catalogue of Life.